# Voice of a Generation
I Voice of a Generation sono stati un gruppo street punk svedese formatosi nel . Dopo aver autoprodotto l'album di debutto Classic Stupidity e il singolo The Odd Generation, la band ottenne un contratto con la Epitaph Records nel 2000, con cui pubblicarono due album di studio. In totale pubblicarono quattro album di studio prima di sciogliersi nel 2005, un anno dopo l'abbandono da parte del chitarrista Kim Belly.
Il loro nome deriva da un'omonima canzone dei The Blitz.

## Formazione
- Jonny Stalker – voce
- Kim Belly – chitarra
- 212 – chitarra
- Danny Violence – basso
- Molotov Mike – batteria

## Discografia

### Album in studio
- 1997 - Classic Stupidity
- 1999 - Obligations to the Odd
- 2001 - Hollywood Rebels
- 2004 - The Final Oddition

### Album live
- 2003 - Oddfest Vol. 1

### EP e singoli
- 1998 - The Blackjackets E.P.
- 1998 - The Odd Generation E.P.
- 1999 - My Generation
- 1999 - Billy Boy
- 2001 - Equality
- 2001 - Oddville Preservers
- 2001 - Police Story
- 2004 - Cause for Alarm

### Split
- 1999 - Barbed Wire Love, (con Dropkick Murphys, 59 Times the Pain e Bombshell Rocks)
- 2003 - Sweden Vs. Germany, (con The Creetins)
- 2004 - VOAG/Frontkick, (con i Frontkick)
- 2004 - Blisterhead Vs. VOAG - The Rotten the Dirty - The Bad the Ugly, (con i Blisterhead)